# Ordre de bataille confédéré de Boydton Plank Road
L'ordre de bataille confédéré de Boydon Plank Road présente les régiments et commandant de l'armée des États confédérés qui ont combattu lors de la bataille de Boydton Plank Road les 27 et 28 octobre 1864. L'ordre de bataille unioniste est indiqué séparément.

## Abréviations utilisées

### Grade militaire
- Major général
- Brigadier général
- Colonel
- Lieutenant-colonel
- Commandant
- Capitaine
- Premier lieutenant

### Autre
- (b) = blessé
- mb = mortellement blessé
- † = tué
- (PDG) = capturé

## Troisième corps
MG Henry Heth
| Division                                        | Brigade                                                                 | Régiments et autres |
| ----------------------------------------------- | ----------------------------------------------------------------------- | --- |
| Division de Heth Major général Henry Heth       | Brigade de Davis Brigadier général Joseph R. Davis                      | - 1st Confederate Battalion - 2nd Mississippi Infantry - 11th Mississippi Infantry - 26th Mississippi Infantry - 42nd Mississippi Infantry                   |
| Division de Heth Major général Henry Heth       | Brigade de Cooke Brigadier général John R. Cooke                        | - 15th North Carolina Infantry - 27th North Carolina Infantry - 46th North Carolina Infantry - 48th North Carolina Infantry - 55th North Carolina Infantry   |
| Division de Heth Major général Henry Heth       | Brigade de MacRae Brigadier général William MacRae                      | - 11th North Carolina Infantry - 26th North Carolina Infantry - 44th North Carolina Infantry - 47th North Carolina Infantry - 52nd North Carolina Infantry   |
| Division de Heth Major général Henry Heth       | Brigade d'Archer Colonel R.M. Mayo                                      | - 13th Alabama Infantry - 1st Tennessee Infantry (armée provisoire) - 7th Tennessee Infantry - 14th Tennessee Infantry                                       |
| Division de Heth Major général Henry Heth       | Brigade de Lane, division de Wilcox Brigadier général James H. Lane     | - 18th North Carolina Infantry - 28th North Carolina Infantry - 33rd North Carolina Infantry - 37th North Carolina Infantry                                  |
| Division de Heth Major général Henry Heth       | Brigade de McGowan, division de Wilcox Brigadier général Samuel McGowan | - 1st South Carolina Infantry (armée provisoire) - 12th South Carolina Infantry - 13th South Carolina Infantry - 14th South Carolina Infantry - Orr's Rifles |
| Division de Mahone Major général William Mahone | Brigade de Sanders Colonel J. Horace King                               | - 8th Alabama Infantry - 9th Alabama Infantry - 10th Alabama Infantry - 11th Alabama Infantry - 13th Alabama Infantry - 14th Alabama Infantry                |
| Division de Mahone Major général William Mahone | Brigade de Weisiger Brigadier général David A. Weisiger                 | - 6th Virginia Infantry - 12th Virginia Infantry - 16th Virginia Infantry - 41st Virginia Infantry - 61st Virginia Infantry                                  |
| Division de Mahone Major général William Mahone | Brigade de Harris Brigadier général Nathaniel H. Harris                 | - 12th Mississippi Infantry - 16th Mississippi Infantry - 19th Mississippi Infantry - 48th Mississippi Infantry                                              |

## Corps de cavalerie
LTG Wade Hampton
| Division                                        | Brigade                                                | Régiments et autres                                                                                                 |
| ----------------------------------------------- | ------------------------------------------------------ | --- |
| Division de W.H.F. Lee Major général W.H.F. Lee | Brigade de Barringer Brigadier général Rufus Barringer | - 1st North Carolina Cavalry - 2nd North Carolina Cavalry - 3rd North Carolina Cavalry - 5th North Carolina Cavalry |
| Division de W.H.F. Lee Major général W.H.F. Lee | Brigade de Beale Brigadier général Richard L. T. Beale | - 9th Virginia Cavalry - 10th Virginia Cavalry - 13th Virginia Cavalry                                              |
| Division de W.H.F. Lee Major général W.H.F. Lee | Brigade de Dearing Brigadier général James Dearing     | - 8th Georgia Cavalry - 4th North Carolina Cavalry - 16th North Carolina Cavalry                                    |